# Роган, Арман Гастон Максимильен де
Арман Гастон Максимильен де Роган-Субиз (фр. Armand Gaston Maximilian de Rohan-Soubise; 26 июня 1674 года, Париж, королевство Франция — 19 июля 1749 года, там же) — французский кардинал, политический и церковный деятель из рода Роганов, князь Церкви. Титулярный епископ Тверии с 8 апреля 1701 по 10 апреля 1704 года. Епископ Страсбурга с 10 апреля 1704 по 19 июля 1749. Великий раздатчик милостыни Франции с 1713 года по 1749 год, член Французской академии. Кардинал-священник с 18 мая 1712 с титулом церкви Сантиссима-Тринита-аль-Монте-Пинчо, с 16 июня 1721 по 19 июля 1749.

## Биография
После присоединения Страсбурга и части Эльзаса в 1681 году к Франции король Людовик XIV уделял большое внимание внедрению католичества в практически полностью лютеранский Эльзас, а также упрочению в нём французского влияния. Для этой цели король избрал 16-летнего, происходившего из аристократической бретонской семьи Гастона де Роган-Субиза, который в 1690 году стал предстоятелем Страсбургского собора. Папа римский Иннокентий XII, поддержавший эти начинания Людовика, назначил Роган-Субиза коадъютором епископа Страсбургского, что упростило для него возможность стать преемником епископа: после смерти в 1704 году Вильгельма Эгона фон Фюрстенберга соборный капитул единогласно избрал на его место Гастона де Роган-Субиза — в том числе и за неимением других кандидатов.
В попытках утвердить католичество в Страсбурге Роган-Субиз опирался в первую очередь на иезуитов, приглашённых в город в 1683 году. Параллельно с новой городской администрацией епископ также постарался офранцузить его население, казавшееся королю слишком «немецким», слишком протестантским и слишком республиканским. Наследовавший сан епископа Страсбургского после Гастона де Роган-Субиза его внучатый племянник Арман II де Роган-Субиз продолжал эту политику своего дяди.
В 1703 году кардинал был принят во Французскую академию, заняв в ней Кресло 23, место скончавшегося Шарля Перро. В 1713 году он стал коммандором ордена Святого Духа.
Скончался 16 июля 1749 года в своей резиденции в старом Лувре, в Париже. 21 июля его тело было перенесено в монастырь Де-ла-Мерси и похоронено там согласно его воле. После его смерти на пост епископа Страсбурга ему наследовал его племянник Арман II де Роган-Субиз.

## Покровитель искусства
Арман I Гастон Максимилиен де Роган-Субиз известен также созданными под его покровительством великолепными архитектурными и строительными сооружениями. В связи с тем, что Страсбург обладал правами и статусом «свободного имперского города», резиденция епископа находилась в эльзасском городе Саверне (Цаберн). После сильного пожара в его старом замке по указанию Гастона де Роган-Субиза архитектор Робер де Котте провёл в 1709 году основательные реконструкционные и реставрационные работы. С 1732 по 1741 год он также, согласно воле де Роган-Субиза, рядом со Страсбургским собором возвёл Дворец Рогана, в котором в настоящее время расположились три крупнейших музея Страсбурга. В 1728—1737 годах, также по указанию кардинала, через Вогезские горы была проложена важнейшая дорога — Цабернский перевал.